# Francisco Limardo
Francisco Alberto Limardo Gascón, född 27 mars 1987, är en venezuelansk fäktare som tävlar i värja. Hans bröder Rubén Limardo och Jesús Limardo är också fäktare.

## Karriär
Vid världsmästerskapen i fäktning 2023 i Milano tog Limardo brons tillsammans med Jesús Limardo, Rubén Limardo och Grabiel Lugo i lagtävlingen i värja.